# Highway to Hell (album)
Highway to Hell is het zesde studioalbum van de Australische hardrockband AC/DC, uitgebracht op 3 augustus 1979. Het is het laatste album met zanger Bon Scott, die op 19 februari 1980  overleed.

## Tracklist
1. "Highway to Hell"
2. "Girls Got Rhythm"
3. "Walk All Over You"
4. "Touch Too Much"
5. "Beating Around the Bush"
6. "Shot Down in Flames"
7. "Get It Hot"
8. "If You Want Blood (You've Got It)"
9. "Love Hungry Man"
10. "Night Prowler"

## Musici
- Bon Scott - zang
- Angus Young - leadgitaar
- Malcolm Young - slaggitaar, achtergrondzang
- Cliff Williams - basgitaar, achtergrondzang
- Phil Rudd - drums

Angus Young · Malcolm Young · Cliff Williams · Brian Johnson · Phil Rudd

Bon Scott · Dave Evans · Peter Clack · Rob Bailey · Simon Wright · Chris Slade · Mark Evans